# Pugionium
Pugionium Gaertn es un género con dos especies aceptadas, de las seis descritas, de plantas fanerógamas pertenecientes a la familia Brassicaceae, que incluye más de 3.700 especies distribuidas por todo el mundo. Muchas especies de Brassicaceae son cultivos económicamente importantes que se cultivan como vegetales, condimentos, forrajes y semillas oleaginosas.

## Distribución
Se distribuyen por China, Mongolia, Rusia.

## Taxonomía
El género fue descrito por Joseph Gaertner y publicado en De Fructibus et Seminibus Plantarum.... 2: 291. 1791.

## Especies aceptadas
A continuación se brinda un listado de las especies del género Pugionium aceptadas hasta julio de 2014, ordenadas alfabéticamente. Para cada una se indica el nombre binomial seguido del autor, abreviado según las convenciones y usos.
- Pugionium cornutum (L.) Gaertn.
- Pugionium dolabratum Maxim.